# 顳
顳，位於頭兩側、雙眼後方、顳骨上方。俗稱太陽穴。相關的血管有顳淺動脈和顳淺靜脈。

## 解剖學
大腦有一葉叫顳葉。與顎相交，源於顳的肌肉叫顳肌。